# Henry L. Stimson
Henry Lewis Stimson (21 tháng 9 năm 1867 – 20 tháng 10 năm 1950) là một chính khách, luật sư và chính trị gia Đảng Cộng hòa người Hoa Kỳ. Trong sự nghiệp của mình, ông nổi lên là nhân vật đứng đầu trong chính sách đối ngoại của Hoa Kỳ khi mà phục vụ cả chính quyền Đảng Dân chủ và Đảng Cộng hòa. Ông làm Bộ trưởng Chiến tranh (1911–1913) dưới thời Tổng thống William Howard Taft, Bộ trưởng Ngoại giao (1929–1933) dưới Tổng thống Herbert Hoover, và Bộ trưởng Chiến tranh (1940–1945) dưới thời các Tổng thống Franklin D. Roosevelt và Harry S. Truman.
Con của bác sĩ phẫu thuật Lewis Atterbury Stimson, Stimson trở thành một luật sư Phố Wall sau khi tốt nghiệp Đại học Luật Harvard. Ông giữ chức Công tố viên Hoa Kỳ dưới thời Tổng thống Theodore Roosevelt và truy tố một số vụ chống độc quyền. Sau khi thất bại trong bầu cử thống đốc New York năm 1910, Stimson trở thành Bộ trưởng Chiến tranh dưới quyền Taft. Ông tiếp tục việc tái tổ chức Quân đội Hoa Kỳ do người thầy của ông, Elihu Root, khởi xướng. Sau khi Thế chiến I bùng nổ, Stimson trở thành một phần của Phong trào Sẵn sàng. Ông trở thành một sĩ quan pháo binh tại Pháp sau khi Hoa Kỳ tham chiến. Từ năm 1927 đến năm 1929, ông giữ chức Toàn quyền Philippines dưới thời Tổng thống Calvin Coolidge.
Năm 1929, Tổng thống Hoover bổ nhiệm Stimson làm Bộ trưởng Ngoại giao. Stimson với mục đích phòng tránh một cuộc chạy đua hải quân đã giúp đàm phán và ký kết Hiệp ước Hải quân Luân Đôn. Ông phản đối cuộc xâm lược Mãn Châu bởi Nhật Bản, dẫn đến Học thuyết Stimson về việc không công nhận sự thay đổi lãnh thổ quốc tế sử dụng vũ lực. Sau khi Thế chiến II nổ ra ở châu Ấu, Stimson chấp nhận lời đề nghị của Tổng thống Franklin Roosevelt và trở thành Bộ trưởng Chiến tranh. Sau khi Hoa Kỳ tham gia vào cuộc chiến, Stimson chịu trách nhiệm kêu gọi và rèn luyện 13 triệu binh lính và phi công, quản lý việc đầu tư một phần ba GDP của Hoa Kỳ vào Lục quân và Không quân, giúp hình thành các chiến lược quân sự, và giám sát Dự án Manhattan nhằm chế tạo bom nguyên tử đầu tiên. Ông cũng ủng hộ Vụ ném bom nguyên tử xuống Hiroshima và Nagasaki. Giữa và sau cuộc chiến, Stimson kịch liệt chống đối Kế hoạch Morgenthau, vốn sẽ phi công nghiệp hóa và phân chía Đức thành các nước nhỏ hơn. Ông cũng ủng hộ việc tố tụng xét sử các tội phạm chiến tranh Đức Quốc xã, dẫn đến Tòa án Nuremberg.
Stimson nghỉ hưu tháng 9 năm 1945 và mất năm 1950.

## Thời niên thiếu và sự nghiệp

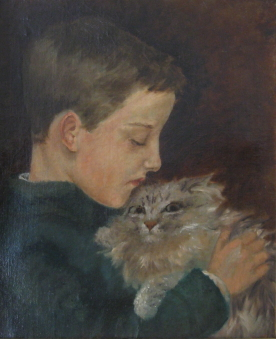
Stimson hồi nhỏ cùng con mèo Mimi, chân dung bởi Dora Wheeler Keith

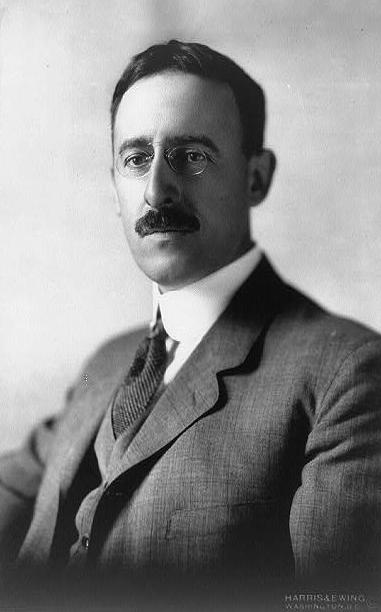
Stimson làm luật sư hồi trẻ

Henry Lewis Stimson sinh tại Manhattan, Thành phố New York, là con trai của Lewis Atterbury Stimson, một bác sĩ phẫu thuật, và vợ là Candace Thurber Wheeler. Khi ông lên chín, mẹ ông chết vì bệnh suy thận, và ông được đưa đến trường nội trú.
Ông dành mùa hè với người bà Candace Wheeler tại ngôi nhà ở Catskills và chơi với cháu trai Dunham Wheeler, người gần bằng tuổi, ở "the Armory", biệt danh của một góc căn phòng lớn trong nhà. Sống cạnh dãy núi Catskill, ông trở nên yêu thích thiên nhiên và thể thao.
Ông học tại Học viện Phillips ở Andover, Massachusetts, nơi ông nảy sinh mối quan tâm dành cho tôn giáo và trở nên gần gũi với ngôi trường. Sau này ông trao tặng Woodley, căn nhà ở Washington, DC, cho ngôi trường trong di chúc của mình (tài sản này nay là trường Maret). Ông là thành viên danh dự suốt đời của Câu lạc bộ Boone và Crockett, là câu lạc bộ bảo tồn động vật hoang dã đầu tiên của Bắc Mỹ do tổng thống Theodore Roosevelt sáng lập. Ông là thành viên ban quản trị Phillips từ 1905 đến 1947 và giữ chức chủ tịch từ 1935 đến 1945. Ông sau này tham dự Cao đẳng Yale, và được bầu vào Phi Beta Kappa. Ông cũng tham gia Skull and Bones, một hội kín nơi ông tạo nhiều mối liên lạc cho sau này. Ông tốt nghiệp năm 1888 và tham dự Trường Luật Harvard, nơi ông tốt nghiệp năm 1890. Ông sau đó gia nhập công ty luật danh giá Root và Clark năm 1891 và trở thành một đối tác năm 1893. Elihu Root, người sau này làm Bộ trưởng Chiến tranh và Bộ trưởng Ngoại giao, có ảnh hưởng lớn lên Stimson và trở thành hình mẫu cho ông.
Tháng 7 năm 1893, Stimson cưới Mabel Wellington White, chút (cháu của cháu) của Roger Sherman, một người lập quốc Hoa Kỳ, và là chị của Elizabeth Selden Rogers. Sau một lần dính quai bị, Stimson bị vô sinh và họ không có con. Cặp đôi đi tuần trăng mật ở Kyoto, Nhật Bản, một chuyến đi được coi là ảnh hưởng lớn đến quyết định không thả bom nguyên tử lên thành phố này trong Thế chiến thứ hai.
Năm 1906, Tổng thống Theodore Roosevelt bổ nhiệm Stimson làm Công tố viên Hoa Kỳ cho Quận Nam New York, nơi Stimson truy tố các vụ chống độc quyền một cách xuất sắc. Từ năm 1937 đến 1939, ông làm chủ tịch của Đoàn Luật sư Thành phố New York, nơi ông vẫn nhận được huy chương danh dự cho chức Công tố viên Hoa Kỳ.
Stimson là ứng cử viên Đảng Cộng hòa cho chức Thống đốc New York năm 1910 và thất bại.

## Bộ trưởng Chiến tranh (nhiệm kỳ thứ nhất)
Năm 1911, Tổng thống William Howard Taft bổ nhiệm Stimson làm Bộ trưởng chiến tranh. Stimson tiếp tục việc tái tổ chức quân đội được khởi xướng bởi Elihu Root, giúp cải thiện năng lực binh lính trước khi mở rộng trong Chiến tranh thế giới thứ nhất. Năm 1913, Stimson rời chức vụ này sau khi Woodrow Wilson trở thành tổng thống.

## Thế chiến thứ nhất
Sau khi Thế chiến thứ nhất nổ ra năm 1914, ông ủng hộ Anh và Pháp nhưng đồng thời cũng ủng hộ sự trung lập của Hoa Kỳ. Ông kêu gọi chuẩn bị một quân đội lớn và hùng mạnh và tích cực trong Phong trào Trại Huấn luyện Plattsburg nhằm huấn luyện các binh sĩ tiềm năng. Sau khi Hoa Kỳ tuyên bố tham chiến năm 1917, Stimson là một trong 18 người được chọn bởi cựu Tổng thống Theodore Roosevelt nhằm xây dựng một đơn vị bộ binh tình nguyện, phục vụ ở Pháp năm 1917.
Tổng thống Woodrow Wilson từ chối điều động những tình nguyện viên này, và đơn vị bị giải tán. Stimson vẫn nằm trong quân đội Hoa Kỳ tại Pháp với vai trò sĩ quan pháo binh và đạt chức đại tá mùa thu năm 1918. Ông tiếp tục tham gia quân ngũ của Quân đoàn Dự bị có tổ chức và trở thành chuẩn tướng năm 1922.

## Nicaragua và Philippines
Năm 1927, Stimson được Tổng thống Calvin Coolidge gửi đến Nicaragua để đàm phán kết thúc cuộc nội chiến ở đây. Stimson viết rằng người Nicaragua "không phù hợp với trách nhiệm của nền độc lập và không đủ khả năng để tự trị". Ông phản đối trao quyền độc lập cho Philippines với cùng lý do sau khi ông được chọn làm Toàn quyền Philippines, chức vụ ông giữ từ 1927 đến 1929.

## Bộ trưởng Ngoại giao

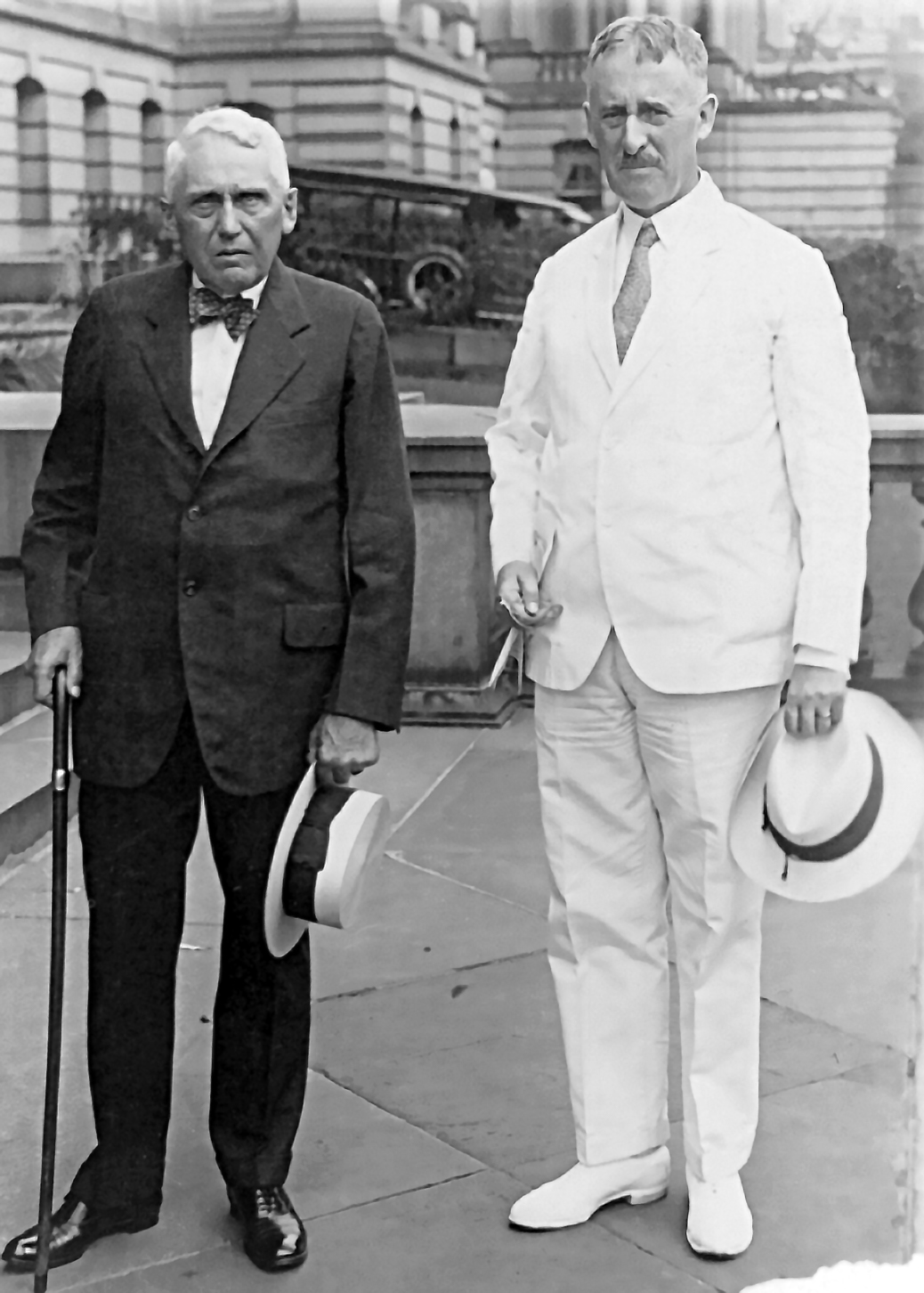
Bộ trưởng Ngoại giao Hoa Kỳ Henry L. Stimson (phải) và Frank B. Kellogg, tại lối ra Bộ Ngoại giao Hoa Kỳ, ngày 25 tháng 7 năm 1929

Stimson quay lại nội các năm 1929, khi Tổng thống Mỹ đương nhiệm Herbert Hoover bổ nhiệm ông làm Bộ trưởng Ngoại giao Hoa Kỳ. Cả hai giữ chức vụ này đến năm 1933. Stimson sống tại Dinh thự Woodley ở Washington, DC, cho đến năm 1946.
Không lâu sau khi trở thành Bộ trưởng Ngoại giao, Stimson ra lệnh giải thể Bộ Mật mã (cơ quan phân tích mật mã của Hoa Kỳ) năm 1929. Ông cho rằng do thám các thông điệp ngoại giao là vô đạo đức, và từng nói rằng, "Quý ông không đọc thư của nhau".
Stimson lần lượt dẫn đầu phái đoàn Hoa Kỳ tại Hội nghị Hải quân Luân Đôn năm 1930, và tại Hội nghị Giải trừ quân bị Thế giới tại Geneva năm 1931. Trong cùng năm, Hoa Kỳ ban hành "Học thuyết Stimson" sau cuộc xâm lược Mãn Châu của Nhật Bản và khẳng định Hoa Kỳ sẽ không chấp nhận tình huống hay hiệp ước nào giới hạn quyền lệ của Hoa Kỳ hoặc đạt được bằng vũ lực. Quay về đời sống riêng tư cuối nhiệm kỳ chính quyền Hoover, Stimson là một người chống đối kịch liệt sự xâm lăng của Nhật Bản.

## Bộ trưởng Chiến tranh (nhiệm kỳ thứ hai)

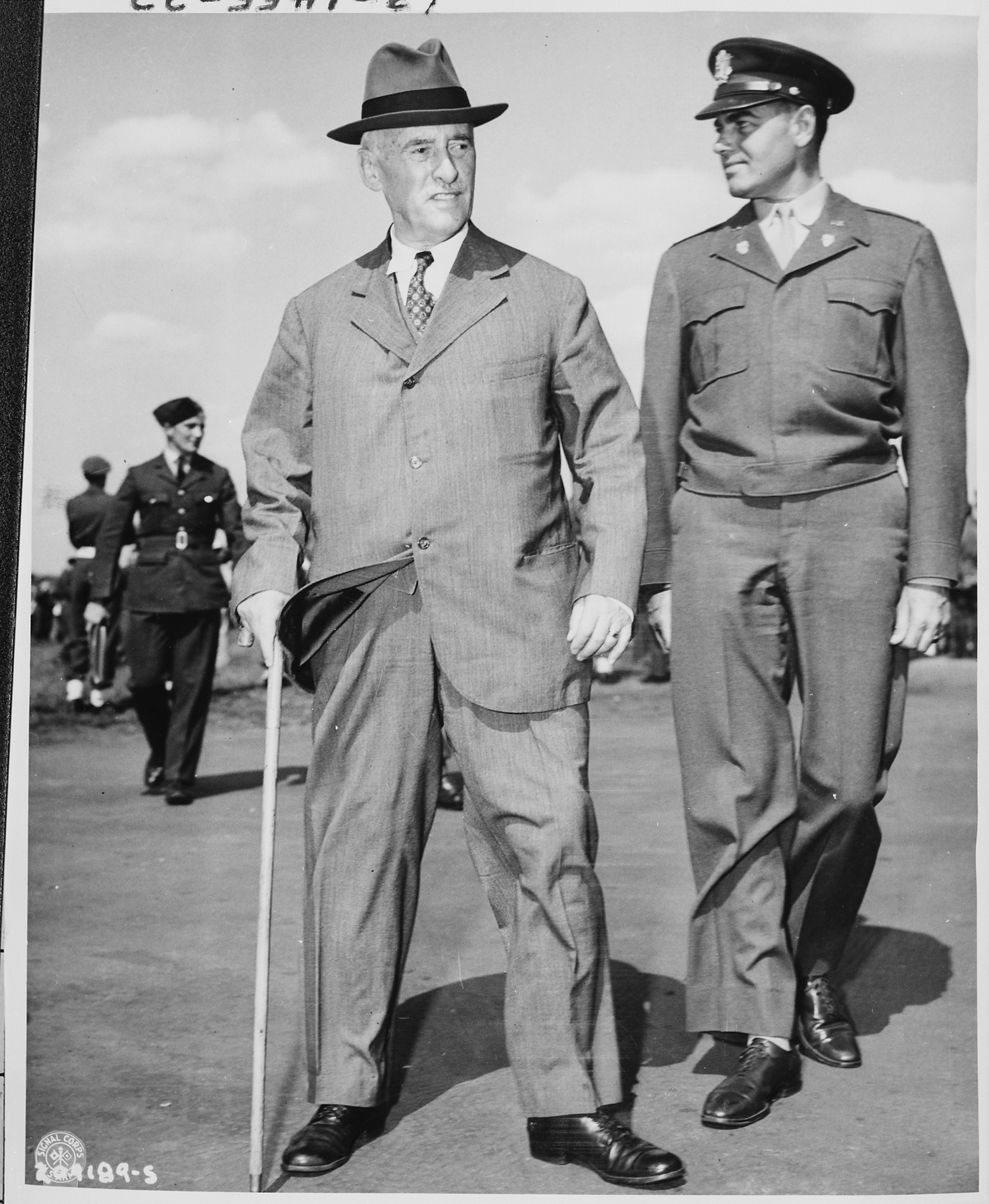
Stimson và Đại tá William H. Kyle (phải) đến Sân bay Gatow tại Berlin, Đức để tham dự Hội nghị Potsdam (16 tháng 7 năm 1945)

Sau khi Thế chiến thứ hai nổ ra tại châu Âu, Roosevelt đưa Stimson về làm Bộ trưởng Chiến tranh. Việc chọn Stimson, một chính trị gia Cộng hòa bảo thủ, nằm trong tính toán của tổng thống nhằm được sự ủng hộ của cả hai đảng cho sự tham chiến của Hoa Kỳ, việc được coi là gần như chắc chắn xảy ra. Mười ngày trước vụ tấn công Trân Châu Cảng, Stimson viết trong nhật ký câu sau: "[Roosevelt] đưa ra giả thiết chúng ta có thể sẽ bị tấn công thứ hai tuần sau, khi mà người Nhật nổi tiếng là tấn công mà không báo trước, và câu hỏi đặt ra là chúng ta nên làm gì. Câu hỏi là chúng ta phải điều động như thế nào để dẫn chúng vào thế bắn phát đạn đầu tiên mà không gây nhiều nguy hiểm cho chúng ta".
Trong chiến tranh, Stimson giám sát việc mở rộng quân đội, bao gồm việc nhập ngũ và đào tạo 13 triệu lính và phi công, đồng thời sử dụng và vận chuyển 30% sản lượng công nghiệp quốc gia ra chiến trường. Ông hợp tác chặt chẽ với người phụ tá hàng đầu Robert P. Patterson, người kế vị Stimson làm Bộ trưởng; Robert Lovett, người quản lý Không quân; Harvey Bundy; và John J. McCloy, Trợ lý Bộ trưởng Chiến tranh.

### Giam giữ người Mỹ gốc Nhật
Stimson ban đầu phản đối kế hoạch giam giữ người Mỹ gốc Nhật ở bờ Tây, nhưng cuối cùng thỏa hiệp với các cố vấn quân sự và lấy được sự chấp thuận của Roosevelt cho chương trình bắt giữ. Chính quyền lúc này đang bị phân chia sau trận Trân Châu Cảng, với quan chức Bộ Tư pháp phản đối việc "giải cứu" còn Quân đội và Bộ Chiến tranh yêu cầu tái định cư ngay lập tức. Vẫn chống đối việc trục xuất quy mô lớn, Stimson dành hầu hết tháng 1 năm 1942 trả lời cuộc gọi từ các cố vấn quân sự và chính trị gia bờ Tây về nguy cơ của một đội quân thứ năm người Mỹ gốc Nhật. Đến tháng 2, John McCloy và những người khác ở phe ủng hộ trại tập trung cuối cùng đã thuyết phục được ông.
Ngày 11 tháng 2 năm 1942, Stimson và McCloy nói chuyện trong một cuộc gọi với Roosevelt, người cho Stimson toàn quyền thực hiện điều ông nghĩ là phù hợp nhất. McCloy gọi Karl Bendetsen để xây dựng chiến lược loại bỏ ngay sau đó. Ngày 17 tháng 2, Roosevelt cho Stimson quyền thực hiện việc trục xuất người Mỹ gốc Nhật ở bờ Tây, và hai ngày sau đó, Roosevelt ban hành Sắc lệnh 9066, cho phép thành lập vùng quân sự để loại trừ một số nhóm người.
Trong khi Bộ chỉ huy Phòng thủ phía Tây bắt đầu ban hành lệnh trục xuất dân sự, tranh cãi lại nổi lên về người Mỹ gốc Nhật ở Lãnh thổ Hawaii. Stimson cùng những quan chức khác ủng hộ việc trục xuất tất cả người Nhật, "kẻ thù xa lạ", khỏi quần đảo. Tuy nhiên, người Hawaii gốc Nhật là cộng đồng đông dân nhất trong lãnh thổ và là nền tảng của lực lượng lao động tại đây. Vì việc trục xuất quy mô lớn bất khả thi về mặt kinh tế lẫn chính trị, đề xuất của Stimson nhanh chóng bị bác bỏ.
Mặc dù Stimson tin rằng việc xác định lòng trung thành của người Mỹ gốc Nhật là "gần như không thể" và ủng hộ chương trình giam giữ của quân đội, ông vẫn không thuyết phục trước tính hợp pháp của chính sách này: "Người nhật thế hệ thứ hai chỉ có thể bị trục xuất bằng cách hoặc là một phần của trục xuất toàn bộ, cho phép đi lại phải có giấy phép, hoặc trục xuất họ với lý do ta không thể hiểu hay tin người dân Nhật Bản vì đặc điểm chủng tộc của họ. Điều sau là một thực tế tôi e là một lỗ hổng rất lớn trong hệ thống hiến pháp của chúng ta".
Stimson cho phép thả người Mỹ gốc Nhật từ các trại vào tháng 5 năm 1944 nhưng hoãn sự cho phép họ trở về bờ Tây cho đến bầu cử tháng 11 để tránh tranh cãi về chiến dịch tranh cử của Roosevelt.

### Tướng Patton
Ngày 21 tháng 11 năm 1943, tin tức về tướng George S. Patton, chỉ huy của Quân đội Hoa Kỳ thứ bảy, đã tát một binh lính bị liệt sức thần kinh tại một bệnh viện dã chiến ở Sicily. Vụ việc làm dấy lên nhiều tranh cãi, và thành viên Quốc hội kêu gọi sa thải Patton. Tướng Dwight Eisenhower phản đối bất kỳ lời kêu gọi đưa Tướng Patton khỏi chiến trường châu Âu và nói rằng, "Patton không thể thiếu trong nỗ lực chiến tranh - một trong những người bảo đảm chiến thắng cho chúng ta". Stimson và McCloy đồng ý; Stimson nói Thượng viện rằng cần phải giữ Patton lại vì anh có "tố chất lãnh đạo hùng hổ, chiến thắng trong những trận đánh cay nghiệt trước chiến thắng cuối cùng".

### Kế hoạch Morgenthau
Stimson kịch liệt phản đối Kế hoạch Morgenthau với mục tiêu phi công nghiệo hóa và chia nước Đức thành nhiều nước nhỏ hơn. Kế hoạch này cũng bao gồm trục xuất và giam giữ bất kỳ ai được cho là đã thực hiện tội ác chiến tranh. Ban đầu Roosevelt đồng tình với kế hoạch này, nhưng sự phản đối của Stimson và người dân khi kế hoạch bị lộ đã khiến ông lùi bước. Stimson vì thế vẫn giữ quyền kiểm soát khu vực Hoa Kỳ chiếm đóng tại Đức, và mặc cho ảnh hưởng của kế hoạch lên thời gian đầu chiếm đóng, nó không bao giờ trở thành chính sách chính thức. Giải thích tại sao ông chống đối kế hoạch này, Stimson khẳng định với Roosevelt rằng 10 nước châu Âu, bao gồm Nga, phụ thuộc vào việc buôn bán và vật liệu thô của Đức. Ông cũng nói rằng việc biến một "món quà của tự nhiên", với những con người đầy "năng lượng, sức sống, và tiến bộ", thành một "vùng đất ma" hay "đống bụi" là không thể tưởng tượng được.
Tuy nhiên, điều Stimson sợ nhất đó là một nền kinh tế phụ thuộc sẽ khiến người Đức thù hằn quân Đồng Minh và từ đó "che đậy tội ác của Đức Quốc xã và sự tàn bào của lý tưởng và hành động của chúng". Stimson cũng nói những điều tương tự với Harry S. Truman, khi ông trở thành tổng thống, mùa xuân năm 1945.
Là một luật sư, Stimson phản đối ý định ban đầu của Roosevelt và Thủ tướng Anh Winston Churchill, yêu cầu một quy trình tư pháp hoàn chỉnh đối với các tội phạm chiến tranh. Ông và Bộ Chiến tranh soạn thảo dự định đầu tiên cho một Tòa án Quốc tế, và nhận được sự ủng hộ của Truman. Đề xuất của Stimson cuối cùng dẫn đến Toàn án Nuremberg năm 1945–1946, đã tác động lớn lên quá trình phát triển luật quốc tế.

### Bom nguyên tử

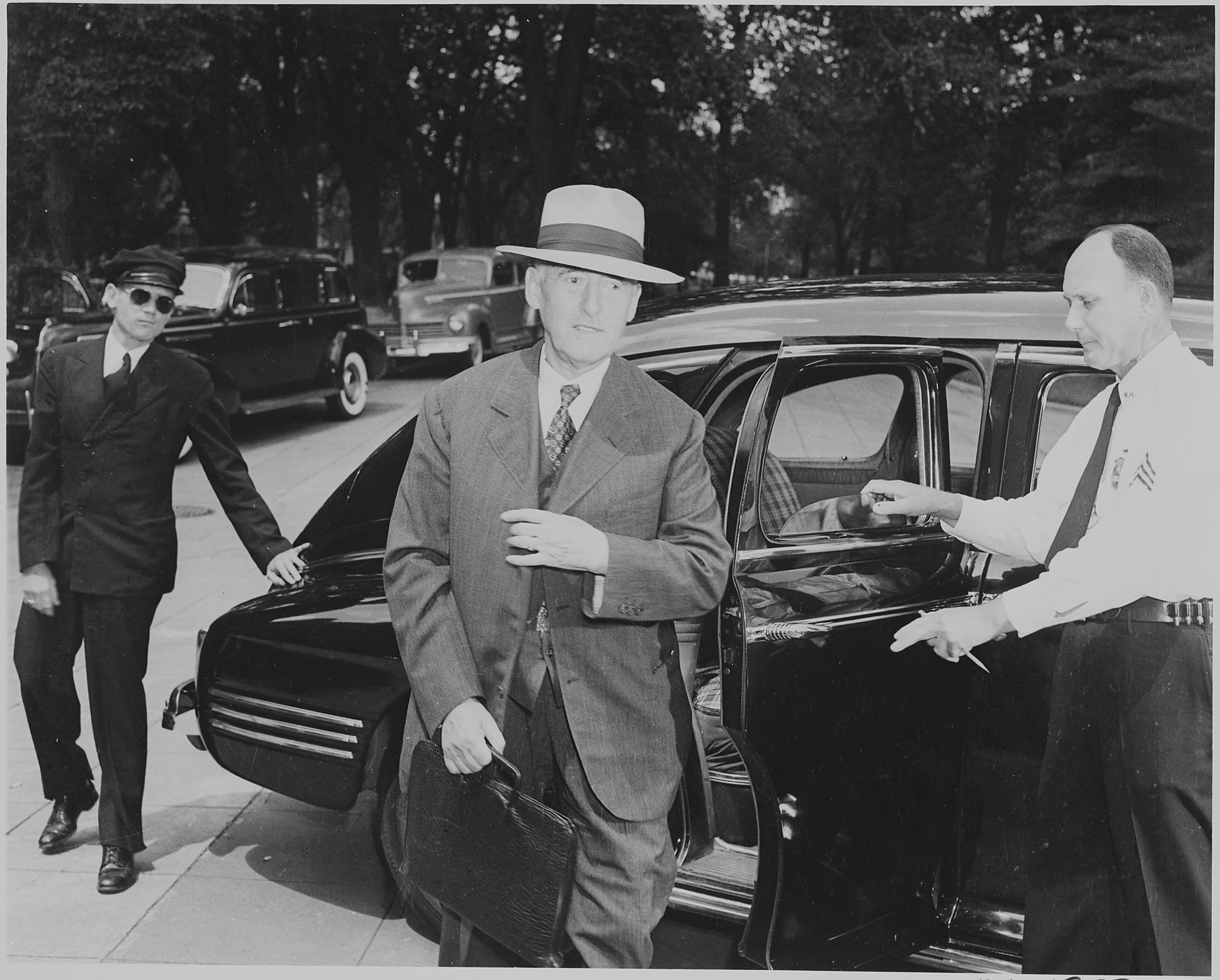
Stimson tại một cuộc họp nội các Truman tháng 8 năm 1945

Là Bộ trưởng Chiến tranh, Stimson trực tiếp quản lý chương trình bom nguyên tử, và giám sát Tướng Leslie Groves, lãnh đạo của Dự án Manhattan. Cả Roosevelt và Truman nghe theo lời khuyên của Stimson về mọi khía cạnh liên quan đến dự án, và Stimson bác bỏ các sĩ quan quân đội khác khi họ không đồng ý với ông. Điều này dễ thấy sau khi các chỉ huy quân sự chọn Kyoto làm một trong những mục tiêu ném bom ở miền nam Nhật Bản. Stimson, vẫn còn nhớ về tuần trăng mật ở đó, đã phản đối những vị tướng của mình, nói rằng đó là một trung tâm văn hóa quan trọng và "không được đánh bom".
Dự án Manhattan được quản lý bởi Đại tướng Groves với đội ngũ lính dự bị và hàng ngàn nhà khoa học và kỹ sư thường dân. Tuy Groves báo cáo trực tiếp cho Tướng George Marshall, nhưng thực tế Stimson mới là người chỉ huy. Stimson bảo đảm tài chính cần thiết và chấp thuận từ Roosevelt và Quốc hội, đồng thời đảm bảo Manhattan được ưu tiên hàng đầu. Ông quản lý kế hoạch sử dụng quả bom. Stimson muốn Little Boy (quả bom ở Hiroshima) được thả càng sớm càng tốt, một đòn giáng nặng nề lên Tokyo.
Stimson sau này kết luận rằng nếu Mỹ đảm bảo giữ lại chế độ quân chủ lập hiến đế quốc của Nhật, Tokyo có thể đã đầu hàng mà không cần dùng bom nguyên tử.

### Cái nhìn của Stimson
Về sau, các sử gia tranh luận về tác động của việc phong tỏa, ném bom kéo dài, và cuộc xâm lược Mãn Châu của Liên Xô liệu có đủ để Nhật Hoàng Hirohito đầu hàng cuối năm 1945 hoặc đầu năm 1946 mà không cần dùng đến bom nguyên tử. Stimson nhìn xa hơn kết cục cuộc chiến. Ông là quan chức chính phủ duy nhất cố dự đoán ý nghĩa của Thời đại Nguyên tử, và ông hình dung một thời đại mới trong lịch sử loài người. Tác động của bom nguyên tử, theo ông, sẽ vượt xa ngoài mục đích quân sự để bao hàm cả ngoại giao, chính trị, kinh tế và khoa học. Hơn hết, Stimson nói rằng "thứ vũ khí tồi tệ nhất lịch sử loài người" đã mở ra "cơ hội biến thế giới thành hình mẫu nơi mà hòa bình và nền văn minh nhân loại có thể được giữ gìn". Ông cho rằng chính sức hủy diệt của vũ khí mới này sẽ đập tan suy nghĩ rằng chiến tranh có thể đem lại lợi ích.
Năm 1931, khi Nhật Bản xâm lược Mãn Châu, Stimson với tư cách Bộ trưởng Chiến tranh đã khẳng định Học thuyết Stimson: "không thành quả nào của xâm lăng bất chính sẽ được công nhận bởi Hoa Kỳ". Mặc dù Nhật Bản không quan tâm, theo Stimson, bánh xe chính nghĩa đã quay và những nước "chuộng hòa bình" có cơ hội trừng phạt Nhật Bản đến mức không quốc gia nào sẽ muốn xâm chiếm hàng xóm của mình nữa. Để chứng minh điều này, ông tin rằng bom nguyên tử phải được dùng cho binh lính và những người tham gia chiến tranh, khiến Hiroshima và Nagasaki trở thành mục tiêu thích hợp.

## Cuối đời
Stimson chính thức từ chức ngày 21 tháng 9 năm 1945. Sau đó, ông viết quyển hồi ký của mình với sự trợ giúp của McGeorge Bundy. Năm 1948, On Active Service in Peace and War được xuất bản bởi Harper và nhận được đánh giá tích cực. Quyển nhật ký của Stimson hiện đang nằm ở Tư viện Đại học Yale; một phần đã được chuyển thành vi phim.
Tháng 11 năm 1945, Stimson bị một cơn đau tim làm tổn thương khả năng nói của ông. Mùa hè năm 1950, Stimson ngã và làm gãy chân, buộc ông phải ngồi trên xe lăn. Ngày 20 tháng 10 năm 1950, một tháng sau sinh nhật thứ 83, ông lên cơn đau tim lần hai và qua đời. Stimson mất tại ngôi nhà Highhold của ông ở West Hills, New York. Ông được chôn ở thị trấn kế bên, Cold Spring Harbor, trong nghĩa trang của Nhà thờ St. John.

## Giai thoại
Theodore H. White nói rằng Stimson biết và phục vụ nhiều tổng thống hơn bất kỳ công dân Mỹ nào cùng thời với ông. Theo White, không lâu trước khi Stimson mất, một người bạn hỏi ông rằng Tổng thống nào mà ông đã làm quen "là người tốt nhất". Sau khi suy ngẫm, Stimson nói câu trả lời còn tùy thuộc vào ý nghĩa của cụm từ "tốt nhất". Ông nói nếu là người nhậm chức hiệu quả nhất, thì là William Howard Taft. Tuy nhiên, nếu ý câu hỏi là vị Tổng thống vĩ đại nhất, câu trả lời sẽ là "Roosevelt", nhưng Stimson không thể quyết định là Theodore hay Franklin. Stimson nói cả hai đều "hiểu cách sử dụng quyền lực", đồng thời "biết hưởng thụ quyền lực".

## Giải thưởng
- Huân chương Phục vụ Xuất sắc (Quân đội Hoa Kỳ)[49]
- Huân chương Chiến thắng Thế chiến I
- Huân chương Phục vụ Xuất sắc Quân đoàn Mỹ[50]

## Di sản
Núi Stimson tại Vườn quốc gia Glacier ở Montana được đặt tên theo Stimson, người thường xuyên leo núi trong những năm 1890 và cùng với George Bird Grinnell khảo sát địa điểm này và sau này giúp thành lập vườn quốc gia.
Tàu ngầm tên lử đạn đạo lớp Benjamin Franklin USS Henry L. Stimson (SSBN-655) nhập biên chế năm 1966.

### Trong văn hóa đại chúng
Stimson đã xuất hiện trong nhiều bộ phim và chương trình truyền hình về Thế chiến thứ hai và kết cục sau đó, bao gồm Manhattan (2014-2015), Truman (1995), Truman at Potsdam (1995), Fat Man and Little Boy (1989), Day One (1989), War and Remembrance (1988), Race for the Bomb (1987), Churchill and the Generals (1981), Oppenheimer (1980), Tora! Tora! Tora! (1970), và The Beginning or the End (1947).